# ميناتو بوفا
ميناتو بوفا (بالإيطالية: Mennato Boffa)‏ مواليد 4 يناير 1930 في بينيفنتو، كان سائق فورملا 1 إيطالي سابق كان قد بدأ مسيرته الاحترافية سنة 1961. كان أول سباق له هو جائزة إيطاليا الكبرى 1961. خاض خلال مسيرته 5 سباقات.